# 沒可能
沒可能（風格化為全部大写）是美國創作歌手梅根·崔娜的歌曲，收錄於她在2016年發行的第二張主流廠牌錄音室專輯《超感謝》。瑞奇·里德負責歌曲的製作，並與崔娜跟雅各·卡舍·欣德林共同創作歌曲，而歌曲則在2016年3月4日作為專輯的主打單曲由史诗唱片發行。沒可能是一首受1990年代音樂與節奏藍調風格影響的流行舞曲，歌詞主要圍繞性合意跟賦權，鼓勵女性勇於拒絕男性不中意的求愛。
音樂評論家讚賞沒可能展現出崔娜自信與成熟的一面，並認為歌詞比起崔娜過往作品進步。歌曲在美國最高登上《告示牌》百強單曲榜第3位，並獲美國唱片業協會認證為雙白金唱片。歌曲亦打進澳洲、加拿大、奧地利、以色列、拉脫維亞、南非與蘇格蘭的排行榜前10位，並獲得澳洲、加拿大跟波蘭當地的多白金唱片認證。
法蒂瑪·羅賓森負責執導沒可能的音樂錄影帶，並展現出崔娜在倉庫裡跳著經編排的舞蹈，以及跟其他女性舞者纏繞雙臂的姿態。評論家將錄影帶跟1990年代其他女性歌手的視覺作比較，並讚賞崔娜在編舞等方向的創意發展。崔娜在多場電視表演上演唱沒可能，包括《iHeartRadio音樂獎》、《艾倫·狄珍妮秀》，以及《《告示牌》音樂獎》。崔娜亦在2016年的「不能觸碰巡迴演唱會」上演唱歌曲。

## 背景與發行

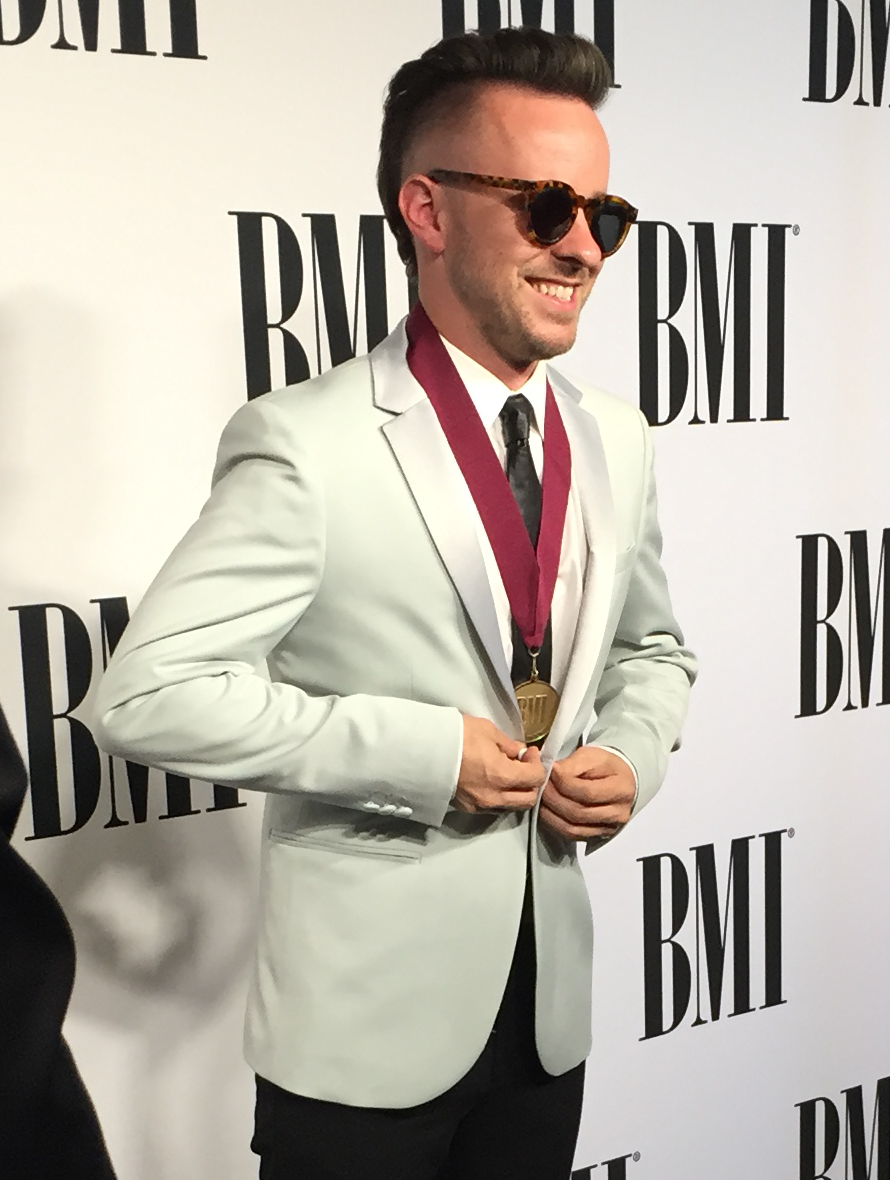
瑞奇·里德製作並聯合創作出

梅根·崔娜於2014年跟史诗唱片簽約後推出嘟·喔普風格的出道单曲棉花糖女孩，並獲得商業成功。她最初為第二張主流廠牌錄音室專輯《超感謝》錄製了類似風格的音樂。廠牌的主席L.A.·瑞德認為崔娜還未為專輯寫出適合作為主打單曲的歌曲，並鼓勵她繼續創作：「你沒有自己的子彈。你沒有像那樣厲害的歌曲」，這被崔娜形容為是他典型的行為。她決定放棄創作棉花糖女孩的2.0版本，並跟製作人瑞奇·里德預訂了當日下午錄音室的行程。里德回想他們「從未打算專門追求任何特定的聲音」，而是以受舞場雷鬼影響的節奏意念展開創作會議。他們其後傳簡訊給雅各·卡舍·欣德林，讓他取消本身的行程以加入他們。
里德認為不可能在當日便能完成主打單曲並說：「大家一起發洩、胡混一下，玩得開心吧」。崔娜決定寫「一首盛大的嗆聲歌曲，一首不像專輯裡任何歌曲的女孩力量頌歌」，並要求欣德林跟里德「做出沒有人認為會是梅根·崔娜唱的節拍。」沒可能一共花了七個小時創作。里德將歌曲的迅速演變過程形容為「神秘的事情」，就像打開潘朵拉的盒子一樣。當里德聽到最終成品後便跳起來說「這就是我在說的！」，並連續播放了作品29次。沒可能最終改變了《超感謝》的方向，而他們三人則開始嘗試新的音樂風格，並製作出另外六首歌曲。
2015年12月，崔娜表示自己已經差不多完成她的新專輯，形容裡面的素材為「電台沒在播放的類型」兼非常不同。在2016年2月接受Fuse訪問時，崔娜確認主打單曲的名稱為No，並在2016年3月發行，形容這是一首「關於女性告訴一名男生自己已經很好」的歌：「沒可能。我不需要你雙手亂摸我。我很好。我要自己跟女生們一起跳舞。」她在3月1日於個人社交帳戶上公開了單曲的封面。史詩唱片在三天後於數碼平台發布歌曲，並同時開放專輯的預約。在美國，廠牌於3月7日將沒可能派往成人当代音乐電台，並在翌日將歌曲派往當代流行電台。BBC廣播一台於3月將歌曲選為「是日歌曲」，而史詩唱片則在四天後將歌曲派往意大利的電台發行。

## 詞曲
沒可能總長度為3分33秒。里德在歌曲演奏鍵盤樂器與鋼琴，並負責製作跟編程的部分。伊桑·舒梅克在里德位於洛杉磯伊利森公園的錄音室中負責歌曲的工程、克里斯·蓋林格在紐約的傑出之聲處理歌曲的母帶，而曼尼·馬羅崑則在田納西諾倫斯維爾的馬車屋錄音室進行歌曲的混音。
沒可能受到1990年代音樂跟節奏藍調的影響。《告示牌》的喬·連治形容歌曲為「流行舞曲頌歌」。崔娜在歌曲開頭唱出嘟·喔普風格的聲樂，有如她2015年的主流廠牌出道專輯《招牌金曲》般的复古风格音樂般，但其後則轉為清脆的結他伴奏以及讓人聯想起海王星的節拍。崔娜旨在這項轉變給予意料沒可能會像她過往音樂的聽眾驚喜：「耶，你認為這就是梅根·崔娜？開始吧，給點拍子」。Fuse的艾米莉·林德納將崔娜在歌曲的饒舌技巧跟美雅2003年的單曲My Love Is Like ... Wo作比較，指出副歌的和弦進行跟马克斯·马丁作品之間的相似性。《Spin》的布倫南·卡利跟《時代雜誌》的諾蘭·菲尼均將歌曲的旋律以及結他音色跟布蘭妮·斯皮爾斯與超級男孩早期作品作比較。沒可能的伴奏亦加入了口哨聲，被《娱乐周刊》的伊莎貝拉·比登哈恩形容為「以口哨跟無禮的妙語製成的誘人新地」。《諾克斯維爾新聞衛報》的查克·坎貝爾稱歌曲為「夜場風格的女子音乐组合隆響歌曲」。
沒可能的歌詞主要圍繞性合意跟女性賦權。歌曲講述接近女生的男性，以及他們無法接受自己的挑逗被拒絕。崔娜在副歌中反覆唱出「no」以強調這詞語的永恆本質跟決斷：「告訴你名字，不／給你暗示，不／給你號碼，不」。她不斷拒絕身邊自信的男性與自己共舞的提議，並要求他離開。崔娜確認假如自己願意的話，她能討好男生，但這並不是自己優先所考慮的事。當提及創作沒可能的靈感時，她表示希望能在單身時感覺更好，並想幫助年輕女性跟青少年明白自己不需要追求者，而是「可以跟（自己的）女生朋友外出而獲得同樣的快樂」。

## 專業評價
音樂評論家視沒可能為遠離崔娜過往風格的作品，並展現出她自信跟成熟的一面。林德納指出歌曲比起棉花糖女孩以及崔娜2015年單曲我親愛的未來老公中有問題的歌詞進步。連治指崔娜在歌曲中比出道單曲時更加自信，並證明出她能夠提供比聽眾期望的更多。卡利認為崔娜在歌曲中放棄她的「襪子舞會人格」而更直接地暢所欲言。《音樂電視網新聞》的露西·培根讚賞歌曲的賦權歌詞以及動聽易記的副歌，並預測歌曲將取得比棉花糖女孩更大的成功。《PopMatters》的克里斯·康納頓認為歌曲雖然偏離使她受歡迎的「嘟·喔普兼早期女子團體風格歌曲」，但依然符合她的專業領域。《Spin》的丹·魏斯指出歌曲有著受TLC啟發的副歌，並減輕了棉花糖女孩帶來的柔和色調創傷，結果完美而極好。《洛杉磯時報》的蓋瑞克·D·肯尼迪認為歌曲比起崔娜其他作品更適合夜場播放。《新聞日報》的格倫·甘博亞形容這是崔娜版的「常見夜場故事」，並受到天命真女的啟發而創作出一首賦權歌曲，難忘得使人難以逃脫。
《ABC新聞》的艾倫·雷布爾認為雖然沒可能的原意是好，但它就像是多年前的天命真女跟風尚合唱團歌曲的近代稀釋版。《偏锋杂志》的亞歷克薩·坎將歌曲比喻為妇女参政论者頌歌，並批評它假裝趕走不請自來的追求者，實際上是女性群體的優越斷言。《音樂電視網新聞》的卡維爾·華萊士指出崔娜文化挪用非裔美國人口音，而崔娜則澄清這是受父親的啟發。
《告示牌》將沒可能排名2016年第100佳歌曲，指崔娜在歌曲中摧毀了為所欲為的男性自我。編輯亦指歌曲概括了女人在找到丈夫之前必須忍受的胡言亂語。《時代雜誌》將歌曲評為2016年第8差歌曲，指這似乎是對她過去因「支持反女權主義信息」而受到批評的糾正措施，但缺乏實質性跟想像力，並顯得重複。

## 商業成績
沒可能空降2016年3月26日當週發布的美國《告示牌》百強單曲榜第11位，成為崔娜空降排名最高的歌曲。歌曲亦同時空降《告示牌》電台榜第21位，成為繼Lady Gaga2011年的天生完美後的最高空降排名。歌曲在2016年4月9日當週於《告示牌》百強單曲榜的排名從第12位升至第6位，成為崔娜第四首打進該榜前10位的歌曲。沒可能其後在發行第四週升至最高的第3位。歌曲其後獲美國唱片業協會認證為雙白金唱片，代表的實際銷量跟串流媒體合算的歌曲等價單位超過200萬張。歌曲在加拿大百強單曲榜最高登上第10位，並獲加拿大音乐协会的三白金唱片認證。
沒可能空降2016年3月11日當週發布的英國單曲排行榜第59位。在崔娜於《葛雷漢諾頓秀》的現場表演效應帶動下，歌曲在4月15日當週的單曲榜從第23位升至第11位的最高排名。歌曲其後獲英国唱片业协会認證為金唱片。歌曲在澳洲獲認證為三白金唱片。歌曲在紐西蘭單曲榜最高登上第18位，並獲認證為金唱片。沒可能亦打進全球多個國家單曲榜的前20位，包括拉脫維亞的第1位、南非的第2位、以色列的第3位、奧地利的第7位、蘇格蘭的第8位、捷克、德國、匈牙利的第12位、阿根廷的第13位、西班牙的第15位，以及愛爾蘭的第20位。沒可能亦獲波蘭當地的雙白金唱片認證、墨西哥的白金加金唱片認證、西班牙、瑞典的白金唱片認證、比利時、丹麥、德國，以及意大利的金唱片認證。

## 音樂錄影帶

### 背景
法蒂瑪·羅賓森負責執導沒可能的音樂錄影帶，並在2016年3月4日進行拍攝。錄影帶於3月21日在崔娜的YouTube跟Vevo頻道上公開。為了展現出崔娜在歌曲中的新音樂方向，她希望錄影帶看起來比以往的作品更黑暗跟性感。她希望錄影帶跟棉花糖女孩明亮與多彩的音樂錄影帶風格迥然不同。她告訴《告示牌》自己在錄影帶彩排時的跳舞次數比人生中的跳舞次數還要多。崔娜的造型師瑪雅·克里斯平為她挑選出能夠自在跳舞的服裝，包括由伊莎貝爾·瑪蘭設計的輕金屬金外套、維羅妮卡·比爾德的黑色亮片西裝外套，以及邁克爾·科斯特洛的深紅色套裝。克里斯亦設計了崔娜的其他服裝：一件黑色連身衣，搭配文胸上衣和漁網緊身連衣褲。

### 內容

評論家認為錄影帶的性本質跟崔娜以往作品明顯不同。錄影帶亦被拿來與布蘭妮·斯皮爾斯以及其他歌手的作品比較

崔娜在音樂錄影帶的開頭走進一個充滿煙霧和舊機器的廢棄倉庫。她身著金屬銀色夾克，並跟女伴舞一起跳著經編排的舞蹈。黑色與紅色的女性剪影亦穿插在錄影帶畫面中，《音樂電視網新聞》的薩莎·葛芬認為這讓人想起1990年代的iPod廣告。在另一個場面，穿著漁網緊身連衣褲的崔娜將手臂與舞者纏繞在一起，並撫摸著自己的乳溝。《Us週刊》的埃文·雷亞爾將它與斯皮爾斯2001年的愛情奴隸音樂錄影帶作比較。崔娜亦在風力猛烈的風扇前甩動自己的頭髮。錄影帶以之前出現過的鏡頭結束，並包括女生手持著信號彈的畫面。

### 反響
評論家將錄影帶跟斯皮爾斯、天命真女，以及珍妮·杰克逊的作品作比較。《波士頓環球報》的約翰·保羅·斯台普頓認為它展現出崔娜誘人的一面，讓人想起傑克遜的全盛時期。葛芬認為錄影帶充斥著1990年代的流行色彩，並使人聯想起TLC。連治將錄影帶的氣氛與2000年代的斯皮爾斯以及1990年代的麥當娜錄影帶作比較，並將崔娜的服裝跟麥當娜宣傳在1992年發行的專輯《情慾》所穿著的作比較。《今日美國》的洛雷娜·布拉斯認為錄影帶的編舞跟梅西·埃利奧特作品以及真命天女2000年的Jumpin', Jumpin'音樂錄影帶相似。
部分評論家稱讚錄影帶反映出崔娜從以往作品的變化。連治認為這標誌著崔娜從以往錄影帶中明亮舊世界的可愛色調的驚訝轉變，並將其形容為對她來說更性感的外型。。雷亞爾認為錄影帶令人想起2000年代早期曾流行的「迷人編舞跟匹配服裝」，而且是崔娜的新領域。《娛樂週刊》的喬伊·諾爾菲指有別於崔娜在2015年的不想失去你錄影帶，她這次嘗試挑戰正統流行明星的舞蹈。《告示牌》的凱蒂·阿特金森形容崔娜在錄影帶的外型嚴厲而誘人，比指錄影帶「非常傾向千禧風格」。《人物》的尼克·馬斯洛形容錄影帶的舞蹈感覺俐落，而崔娜的頭髮則值得成為熱門的動圖。
《堪薩斯城之星》的珍妮·奧斯特海爾德表示愛這首歌曲多於它的音樂錄影帶，但認為崔娜在錄影帶中更性感的方向強化了歌曲的信息：「男人常常認為女人的衣服或舉止意味著（...）他們有權擁有她的身體。」《Spin》的雷切爾·布羅茨基給予相對較消極的評價，認為雖然錄影帶在視覺上惹人愛，但覺得妮琪·米娜在2014年的Only音樂錄影帶中將地下勾引者的角色扮演得更出色。《Out》的丹尼斯·欣茲曼批評崔娜在錄影帶中的舞蹈，指她被舞伴搶去了風頭，甚至顯得她感覺迴避。

## 現場表演與其他使用
崔娜於2016年4月3日的《第3屆iHeartRadio音樂獎》上演唱沒可能，連治把該場表演排名為當晚第七佳，在讚賞崔娜的聲樂表現同時認為她跳舞時看起來不自在。她在4月8日於《葛雷漢諾頓秀》上演唱歌曲。崔娜在4月10日的《英國之聲》第五季最終集上演唱歌曲，並在十天後登上《艾倫·狄珍妮秀》表演歌曲，她在兩場的表演中均以單手的動作編排演唱。在2016年5月22日，她在《2016年《告示牌》音樂獎》上表演歌曲，並身穿多彩的亮片連身裙在人群漫步中演唱，《滾石》批評了該場表演，認為這是當晚其中一項最差的表演，並指崔娜「未能在舞台上展售她的熱門歌曲」，而是被台下的知名觀眾跟他們的發亮手帶搶去風頭。崔娜於2016年6月21日的《今天》上演唱歌曲。她亦在2016年舉行的「不能觸碰巡迴演唱會」上的安可環節最後一曲表演上演唱沒可能。
無伴奏合唱組合五聲音階在2016年4月於他們的YouTube頻道上發布沒可能的翻唱版本，並獲得崔娜在Twitter讚賞。艾麗森·艾拉希塔跟其他選手在4月7日的《美國偶像》第十五季最終集上翻唱了歌曲。歌曲亦在美國電視劇《爆笑超市》第二季上播放。

## 製作名單
資料來自《超感謝》的內頁
地點
- 錄製與工程於瑞奇·里德的錄音室（伊利森公園，洛杉磯（英语：Elysian Park, Los Angeles））
- 混音於馬車房（諾倫斯維爾，田納西（英语：Nolensville, Tennessee））
- 母帶製作在傑出之聲（紐約）

人員
- 瑞奇·里德（英语：Ricky Reed） – 製作、詞曲創作、鍵盤樂器、钢琴、編程（英语：Programming (music)）
- 梅根·崔娜 – 詞曲創作
- 雅各·卡舍·欣德林 – 詞曲創作
- 伊桑·舒梅克 – 工程
- 克里斯·蓋林格（英语：Chris Gehringer） – 母帶製作
- 曼尼·馬羅崑（英语：Manny Marroquin） – 混音

## 銷售榜單
| 榜單（2016年）                       | 最高 位置 |
| ------------------------------------ | --------- |
| 阿根廷（拉美監控）                   | 13        |
| 澳大利亚（澳大利亚唱片业协会單曲榜） | 9         |
| 奥地利（Ö3四十强单曲榜）             | 7         |
| 比利时佛兰德（Ultratop五十强单曲榜） | 21        |
| 比利时瓦隆（Ultratop五十强单曲榜）   | 32        |
| 加拿大（Canadian Hot 100）           | 10        |
| 加拿大（《告示牌》Canada AC）        | 25        |
| 加拿大（《告示牌》Canada CHR）       | 16        |
| 加拿大（《告示牌》Canada Hot AC）    | 6         |
| 独联体（Tophit独联体电台榜）         | 66        |
| 捷克（電台百強單曲榜）               | 12        |
| 捷克（百強數位單曲榜）               | 13        |
| 芬蘭下載（Latauslista）              | 23        |
| 芬蘭電台（Radiosoittolista）         | 34        |
| 法国（法國唱片出版業公會單曲榜）     | 85        |
| 德国（德國官方單曲榜）               | 12        |
| 匈牙利（四十强电台榜）               | 26        |
| 匈牙利（四十強單曲榜）               | 12        |
| 愛爾蘭（愛爾蘭唱片音樂協會单曲榜）   | 20        |
| 以色列（媒体森林）                   | 3         |
| 意大利（意大利音乐产业联盟单曲榜）   | 38        |
| 日本（Japan Hot 100）                | 34        |
| 拉脫維亞（拉脫維亞四十強單曲榜）     | 1         |
| 墨西哥英格爾斯電台（《告示牌》）     | 1         |
| 荷兰（荷蘭四十強單曲榜）             | 33        |
| 荷兰（百强单曲榜）                   | 34        |
| 新西兰（新西兰唱片音乐协会单曲榜）   | 18        |
| 波蘭（波蘭百大電台榜）               | 77        |
| 俄罗斯（Tophit俄罗斯电台榜）         | 78        |
| 蘇格蘭（官方榜单公司單曲榜）         | 8         |
| 南非（非洲娛樂監控）                 | 2         |
| 西班牙（西班牙音樂製作協會）         | 15        |
| 瑞典（瑞典最熱榜）                   | 34        |
| 瑞士（瑞士热门音乐榜）               | 28        |
| 英國（官方榜单公司單曲榜）           | 11        |
| 美国（《告示牌》百大單曲榜）         | 3         |
| 美國（《告示牌》成人當代單曲榜）     | 16        |
| 美國（《告示牌》Adult Pop Airplay）  | 6         |
| 美國（《告示牌》Dance Club Songs）   | 40        |
| 美國（《告示牌》Pop Airplay）        | 7         |
| 美國（《告示牌》Rhythmic Songs）     | 20        |

| 榜單（2016年）                     | 位置 |
| ---------------------------------- | ---- |
| 澳洲（澳洲唱片業協會單曲榜）       | 63   |
| 巴西（巴西百強榜）                 | 31   |
| 加拿大（加拿大百強單曲榜）         | 42   |
| 德國（德國官方單曲榜）             | 92   |
| 西班牙（西班牙音樂製作協會）       | 78   |
| 英國（官方榜單公司單曲榜）         | 89   |
| 美國（《告示牌》百強單曲榜）       | 45   |
| 美國（《告示牌》成人四十強單曲榜） | 34   |
| 美國（《告示牌》主流四十強單曲榜） | 47   |

## 認證
| 地區                                     | 认证    | 认证单位/销量 |
| ---------------------------------------- | ------- | ------------- |
| 澳大利亚（澳大利亚唱片业协会）           | 3× 白金 | 210,000‡      |
| 比利时（比利時唱片音樂協會）             | 金      | 15,000‡       |
| 加拿大（加拿大音乐协会）                 | 3× 白金 | 240,000‡      |
| 丹麦（國際唱片業協會丹麥分會）           | 金      | 45,000‡       |
| 德国（聯邦音樂產業協會）                 | 金      | 200,000‡      |
| 意大利（意大利音乐产业联盟）             | 金      | 25,000‡       |
| 墨西哥（墨西哥音像製品協會）             | 白金+金 | 90,000‡       |
| 新西兰（新西兰唱片音乐协会）             | 金      | 7,500*        |
| 波兰（波蘭音像製造商協會）               | 2× 白金 | 40,000‡       |
| 西班牙（西班牙音樂製作協會）             | 白金    | 40,000‡       |
| 瑞典（瑞典唱片業協會）                   | 白金    | 40,000‡       |
| 英国（英国唱片业协会）                   | 金      | 400,000‡      |
| 美国（美國唱片業協會）                   | 2× 白金 | 2,000,000‡    |
| *僅含認證的實際銷量 ‡僅含認證的+實際銷量 |         |               |

## 發行歷史
| 地區   | 日期          | 形式         | 廠牌 | 來源    |
| ------ | ------------- | ------------ | ---- | ------- |
| 英國   | 2016年3月4日  | 線上下載     | 史詩 | [ 130 ] |
| 美國   | 2016年3月4日  | 線上下載     | 史詩 | [ 12 ]  |
| 美國   | 2016年3月7日  | 成人当代音樂 | 史詩 | [ 13 ]  |
| 美國   | 2016年3月8日  | 當代流行電台 | 史詩 | [ 14 ]  |
| 意大利 | 2016年3月11日 | 电台播放     | 史詩 | [ 16 ]  |

## 資料來源
1. ↑  Sullivan, James. . The Boston Globe. 2014-09-16  [2015-01-05]. （原始内容存档于2015-05-22）.
2. ↑  Edwards, Gavin. . Rolling Stone. 2014-10-27  [2015-01-03]. （原始内容存档于2018-08-30）.
3. 1 2 3 4  Weingarten, Christopher R. . Rolling Stone. 2016-05-10  [2022-04-19]. （原始内容存档于2021-11-05）.
4. 1 2 3 4  Kennedy, Gerrick D. . Los Angeles Times. 2016-03-04  [2016-03-04]. （原始内容存档于2016-03-04）.
5. 1 2 3 4 5  Carley, Brennan. . Spin. 2016-03-04  [2016-03-04]. （原始内容存档于2017-02-03）.
6. ↑  O'Donnell, Kevin. . Entertainment Weekly. 2016-03-04  [2016-03-04]. （原始内容存档于2016-03-07）.
7. 1 2 3 4 5 6 7  Lynch, Joe. . Billboard. 2016-03-04  [2016-03-04]. （原始内容存档于2016-03-04）.
8. ↑  Garibaldi, Christina. . MTV News. 2016-01-07  [2015-12-10]. （原始内容存档于2015-12-12）.
9. ↑  Lipshutz, Jason. . Fuse. 2016-02-01  [2016-02-08]. （原始内容存档于2016-02-16）.
10. ↑  Trainor, Meghan [@Meghan_Trainor].  (推文). 2016-03-01  [2020-04-11] –Twitter.
11. 1 2  Desantis, Marissa. . Teen Vogue. 2016-03-04  [2020-04-11]. （原始内容存档于2020-04-11）.
12. 1 2  . Amazon (US).   [2022-04-29]. （原始内容存档于2016-04-11）.
13. 1 2  . All Access Music Group.   [2016-03-01]. （原始内容存档于2016-03-03）.
14. 1 2  . All Access Music Group.   [2016-03-01]. （原始内容存档于2016-03-02）.
15. ↑  . BBC Radio 1. （原始内容存档于2016-03-08）.
16. 1 2  Pagura, Chiara. . Radio Airplay SRL.   [2020-04-12]. （原始内容存档于2020-04-12）.
17. ↑  . iTunes Store (US).   [2016-03-04]. （原始内容存档于2016-03-08）.
18. 1 2  Epic Records.  (inlay cover). Meghan Trainor. 2016.
19. ↑  Davidson, Amy. . Digital Spy. 2016-03-04  [2016-03-04]. （原始内容存档于2016-08-14）.
20. 1 2 3 4  Feeney, Nolan. . Time. 2016-03-04  [2020-04-11]. （原始内容存档于2020-09-26）.
21. 1 2 3  DeVille, Chris. . Stereogum. 2016-03-10  [2022-04-22]. （原始内容存档于2022-04-22）.
22. ↑  Spanos, Brittany. . Rolling Stone. 2016-03-04  [2016-03-04]. （原始内容存档于2016-03-05）.
23. 1 2 3 4  Lindner, Emilee. . Fuse. 2016-03-04  [2018-09-25]. （原始内容存档于2018-09-25）.
24. 1 2  Biedenharn, Isabella. . Entertainment Weekly. 2016-05-12  [2020-04-13]. （原始内容存档于2018-11-21）.
25. ↑  Campbell, Chuck. . Knoxville News Sentinel. 2016-05-17  [2020-04-13]. （原始内容存档于2016-09-04）.
26. 1 2  Bacon, Lucy. . MTV News UK. 2016-03-04  [2016-03-08]. （原始内容存档于2017-07-09）.
27. 1 2  Arneson, Krystin. . Glamour. 2016-03-05  [2018-09-25]. （原始内容存档于2018-09-25）.
28. ↑  Plattner, Seth. . Elle. 2016-03-04  [2018-09-25]. （原始内容存档于2018-06-21）.
29. ↑  Conaton, Chris. . PopMatters. 2016-05-25  [2020-04-13]. （原始内容存档于2016-05-26）.
30. ↑  Weiss, Dan. . Spin. 2016-05-17  [2020-04-13]. （原始内容存档于2016-05-18）.
31. ↑  Gamboa, Glenn. . Newsday. 2016-05-11  [2020-04-13]. （原始内容存档于2020-11-26）.
32. ↑  Raible, Allan. . ABC News. 2016-05-18  [2020-04-13]. （原始内容存档于2020-10-26）.
33. ↑  Camp, Alexa. . Slant Magazine. 2016-05-07  [2020-04-13]. （原始内容存档于2016-05-13）.
34. ↑  Wallace, Carvell. . MTV News. 2016-06-10  [2022-04-16]. （原始内容存档于2022-02-19）.
35. ↑  Yuan, Jada. . Billboard. 2016-07-14  [2022-04-16]. （原始内容存档于2022-01-08）.
36. ↑  . Billboard. 2016-12-12  [2016-12-12]. （原始内容存档于2016-12-13）.
37. ↑  . Time. 2016-11-22  [2016-12-12]. （原始内容存档于2020-11-30）.
38. ↑  Trust, Gary. . Billboard. 2016-03-14  [2016-03-14]. （原始内容存档于2016-03-14）.
39. ↑  Trust, Gary. . Billboard. 2016-03-28  [2016-03-28]. （原始内容存档于2016-10-13）.
40. ↑  Trust, Gary. . Billboard. 2016-04-04  [2016-04-04]. （原始内容存档于2016-04-06）.
41. 1 2  . Recording Industry Association of America （英语）.
42. 1 2  "Meghan Trainor Chart History (Canadian Hot 100)". Billboard.  [2016-04-12].（英語）.
43. 1 2  . Music Canada.   [2018-02-08] （英语）.
44. ↑  . Official Charts Company.   [2021-03-30]. （原始内容存档于2021-02-07）.
45. 1 2  Davidson, Amy. . Digital Spy. 2016-04-11  [2016-04-17]. （原始内容存档于2016-04-18）.
46. 1 2  . British Phonographic Industry.   [2017-07-11] （英语）.
47. 1 2  "Australian-charts.com – Meghan Trainor – No". ARIA Top 50 Singles.    （英語）.
48. 1 2   (PDF). Australian Recording Industry Association （英语）.
49. 1 2  "Charts.nz – Meghan Trainor – No". Top 40 Singles.  （英語）.
50. 1 2  . Recorded Music NZ.   [2016-04-22] （英语）.
51. 1 2  . Latvijas Radio. 2016-04-27  [2016-04-27]. （原始内容存档于2016-04-27）.
52. 1 2  . Entertainment Monitoring Africa（英语：Entertainment Monitoring Africa）.   [2021-05-06]. （原始内容存档于2016-05-23）.
53. 1 2   [Top Songs – Radio – International]. Media Forest.   [2021-05-06]. （原始内容存档于2020-01-15）. Note: On the page, select "2016" and "18 01-05-16 07-05-16" in the drop-down archive and then select the second "שירים מובילים – רדיו – בינלאומי" tab to obtain the corresponding chart.
54. 1 2  "Austriancharts.at – Meghan Trainor – No". Ö3 Austria Top 40.   （德語）.
55. 1 2  "Official Scottish Singles Sales Chart Top 100". Official Charts Company.  （英語）.
56. 1 2  "ČNS IFPI". Hitparáda – Radio Top 100 Oficiální. ČNS IFPI. 注：输入201621检索.  （捷克語）.
57. 1 2  "Meghan Trainor – No". GfK Entertainment charts.  Retrieved 2016-04-15.  （德語）.
58. 1 2  "Archívum – Slágerlisták – MAHASZ". Single Top 40 slágerlista. Magyar Hanglemezkiadók Szövetsége.    （匈牙利語）.
59. 1 2  . Monitor Latino. 2016-06-06  [2017-05-01]. （原始内容存档于2017-08-17）.
60. 1 2  "Spanishcharts.com – Meghan Trainor – No" Canciones Top 50.  （英語）.
61. 1 2  "Chart Track: Week 15, 2016". Irish Singles Chart.    （英語）.
62. 1 2  . Polish Society of the Phonographic Industry. 2017-03-01 （波兰语）.
63. 1 2  . Asociación Mexicana de Productores de Fonogramas y Videogramas.   [2020-07-06] （西班牙语）. 在“ARTISTA”栏以下的框内输入“Meghan Trainor”&nbsp；并在“column heading”栏以下的框内输入“No”。.
64. 1 2  . El portal de Música. Productores de Música de España.   [2021-11-11] （西班牙语）.
65. 1 2  . Sverigetopplistan.   [2020-04-13]. （原始内容存档于2021-03-31）.
66. 1 2  . Ultratop. Hung Medien.   [2016-11-03] （荷兰语）.
67. 1 2  . IFPI Danmark.   [2022-05-16]. （原始内容存档于2022-05-16）.
68. 1 2  . Bundesverband Musikindustrie.   [2016-11-29] （德语）.
69. 1 2  . Federazione Industria Musicale Italiana.   [2016-06-29] （意大利语）.
70. ↑  Copsey, Rob. . Official Charts Company. 2016-03-21  [2016-04-01]. （原始内容存档于2016-03-24）.
71. 1 2 3 4  Maslow, Nick. . People. 2016-03-21  [2016-03-23]. （原始内容存档于2016-03-23）.
72. 1 2  Chan, Stephanie. . The Hollywood Reporter. 2016-03-22  [2016-03-23]. （原始内容存档于2016-03-23）.
73. 1 2 3 4 5  Lynch, Joe. . Billboard. 2016-03-21  [2016-03-23]. （原始内容存档于2016-03-24）.
74. 1 2 3  Real, Evan. . Us Weekly. 2016-03-21  [2021-03-31]. （原始内容存档于2021-05-02）.
75. 1 2 3 4  Geffen, Sasha. . MTV News. 2016-03-21  [2016-03-23]. （原始内容存档于2016-03-22）.
76. 1 2  Nolfi, Joey. . Entertainment Weekly. 2016-03-21  [2016-03-23]. （原始内容存档于2016-03-22）.
77. 1 2  Kiefer, Halle. . New York. 2016-03-21  [2016-03-23]. （原始内容存档于2016-03-23）.
78. 1 2  Blas, Lorena. . USA Today. 2016-03-21  [2016-03-23]. （原始内容存档于2016-03-23）.
79. 1 2  Stapleton, John Paul. . The Boston Globe. 2016-03-21  [2016-04-01]. （原始内容存档于2016-03-23）.
80. ↑  Atkinson, Katie. . Billboard. 2016-03-22  [2016-03-23]. （原始内容存档于2016-03-23）.
81. ↑  Osterheldt, Jeneé. . The Kansas City Star. 2016-03-21  [2016-03-23]. （原始内容存档于2016-03-25）.
82. ↑  Brodsky, Rachel. . Spin. 2016-03-21  [2016-03-23]. （原始内容存档于2016-03-23）.
83. ↑  Hinzmann, Dennis. . Out. 2016-03-21  [2016-04-01]. （原始内容存档于2016-03-23）.
84. ↑  Lynch, Joe. . Billboard. 2016-04-03  [2016-04-04]. （原始内容存档于2016-04-04）.
85. 1 2  . Fuse. 2016-04-11  [2016-04-17]. （原始内容存档于2016-04-14）.
86. ↑  . Fuse. 2016-04-20  [2016-04-20]. （原始内容存档于2016-04-25）.
87. ↑  Weiner, Natalie. . Billboard. 2016-05-22  [2018-09-25]. （原始内容存档于2018-09-25）.
88. ↑  Grow, Kory; Harris, Keith; Johnston, Maura; Leight, Elias; Portwood, Jerry. . Rolling Stone. 2016-05-23  [2020-04-11]. （原始内容存档于2020-04-11）.
89. ↑  Hines, Ree. . Today. 2016-06-21  [2020-04-12]. （原始内容存档于2020-04-12）.
90. ↑  Craddock, Lauren. . Billboard. 2016-07-23  [2018-09-25]. （原始内容存档于2018-09-25）.
91. ↑  O'Donnell, Kevin. . Entertainment Weekly. 2016-09-10  [2018-09-25]. （原始内容存档于2018-09-25）.
92. ↑  Greenwald, Morgan. . Billboard. 2016-04-06  [2016-04-07]. （原始内容存档于2016-04-07）.
93. ↑  . Yahoo! TV. 2016-04-07  [2016-04-17]. （原始内容存档于2021-03-31）.
94. ↑  Zellner, Xander. . Billboard. 2016-09-28  [2017-06-16]. （原始内容存档于2017-06-30）.
95. ↑  "Ultratop.be – Meghan Trainor – No". Ultratop 50.    （荷蘭語）.
96. ↑  "Ultratop.be – Meghan Trainor – No". Ultratop 50.    （法語）.
97. ↑  "Meghan Trainor Chart History (Canada AC)". Billboard.  2016-09-13.（英語）.
98. ↑  "Meghan Trainor Chart History (Canada CHR/Top 40)". Billboard.  [2016-09-13].（英語）.
99. ↑  "Meghan Trainor Chart History (Canada Hot AC)". Billboard.  [2019-03-27].（英語）.
100. ↑  Meghan Trainor — No. TopHit.  [2016-05-06].（英語）.
101. ↑  "ČNS IFPI". Hitparáda – Digital Top 100 Oficiální. ČNS IFPI. 注：输入201618检索.  （捷克語）.
102. 1 2  . Musiikkituottajat.   [2021-05-06]. （原始内容存档于2016-05-22）.
103. ↑  "Lescharts.com – Meghan Trainor – No". Les classement single.  （法語）.
104. ↑  "Archívum – Slágerlisták – MAHASZ". Rádiós Top 40 játszási lista. Magyar Hanglemezkiadók Szövetsége.    （匈牙利語）.
105. ↑  "Italiancharts.com – Meghan Trainor – No". Top Digital Download.  （英語）.
106. ↑  "Meghan Trainor Chart History (Japan Hot 100)". Billboard.  [2016-06-04].（英語）.
107. ↑  . Billboard.   [2021-05-06]. （原始内容存档于2022-04-21）.
108. ↑  "Nederlandse Top 40 – Meghan Trainor search results" Dutch Top 40.  （荷蘭語）.
109. ↑  "Dutchcharts.nl – Meghan Trainor – No". Single Top 100.  （荷蘭語）.
110. ↑  "Listy bestsellerów, wyróżnienia :: Związek Producentów Audio-Video". Polish Airplay Top 100.  （英語）.
111. ↑  "Russia Airplay Chart for 2016-06-06." Tophit.  [2016-05-06]（英語）.
112. ↑  "Swedishcharts.com – Meghan Trainor – No". Singles Top 100.  （英語）.
113. ↑  "Swisscharts.com – Meghan Trainor – No". Swiss Singles Chart.  （英語）.
114. ↑  "Official Singles Chart Top 100". Official Charts Company.  （英語）.
115. ↑  "Meghan Trainor Chart History (Hot 100)". Billboard.  [2016-04-05].（英語）.
116. ↑   "Meghan Trainor Chart History (Adult Contemporary)". Billboard.  [2016-04-19].（英語）.
117. ↑  "Meghan Trainor Chart History (Adult Pop Songs)". Billboard.   [2016-04-19].（英語）.
118. ↑  "Meghan Trainor Chart History (Dance Club Songs)". Billboard.  [2016-05-14].（英語）.
119. ↑  "Meghan Trainor Chart History (Pop Songs)". Billboard.  [2016-04-19].（英語）.
120. ↑  "Meghan Trainor Chart History (Rhythmic)". Billboard.  [2016-04-19].（英語）.
121. ↑  . Australian Recording Industry Association.   [2017-01-06]. （原始内容存档于2017-02-17）.
122. ↑  . Billboard Brasil. 2017-01-04  [2017-09-07]. （原始内容存档于2017-09-07）.
123. ↑  . Billboard.   [2016-12-09]. （原始内容存档于2016-12-10）.
124. ↑  . GfK Entertainment charts.   [2017-01-01]. （原始内容存档于2017-07-05）.
125. ↑  . Productores de Música de España.   [2022-05-09]. （原始内容存档于2021-01-12）.
126. ↑  . Official Charts Company.   [2016-12-31]. （原始内容存档于2018-01-17）.
127. ↑  . Billboard.   [2016-12-08]. （原始内容存档于2016-12-08）.
128. ↑  . Billboard.   [2016-12-18]. （原始内容存档于2016-12-10）.
129. ↑  . Billboard.   [2016-12-18]. （原始内容存档于2016-12-11）.
130. ↑  . Amazon (UK).   [2016-03-07]. （原始内容存档于2016-05-18）.